# Marc Limbert
 (mai 2011).
Marc Limbert (né à Mancot le 3 octobre 1973) est un footballeur gallois évoluant au poste de milieu de terrain dans le club de Bangor City.
Il a remporté à trois reprises la Coupe du pays de Galles.

## Carrière
Après avoir été formé au club d'Everton, Marc Limbert s'engage avec Chester City où il a l'occasion de jouer en équipe première. Après avoir joué pour plusieurs clubs, notamment gallois, il signe en 2007 à Bangor City.
Il fait ses débuts en Ligue des champions le 14 juillet 2004 à l'occasion du match Skonto Riga-Bangor City (défaite 4-0).
Depuis novembre 2009, il est entraîneur adjoint de l'équipe et ne joue pratiquement plus.

## Palmarès
Bangor City
- Coupe du pays de Galles
  - Vainqueur : 2008, 2009 et 2010.